# Асрабаев, Анатолий Хамидуллаевич
Анато́лий Хамидулла́евич Асраба́ев (род. 5 мая 1969, Ташкент) — советский и российский стрелок из винтовки, серебряный призёр Олимпийских игр.

## Карьера
На Олимпийских играх в Барселоне Анатолий Асрабаев в стрельбе из винтовки с 10 метров по подвижной мишени «бегущий кабан» выиграл серебряную медаль, уступив немцу Михаэлю Якозитцу. Подопечный Л. П. Петрова.
После завершения карьеры возглавлял региональное отделение стрелкового союза России в Санкт-Петербурге.